# Edward Waring

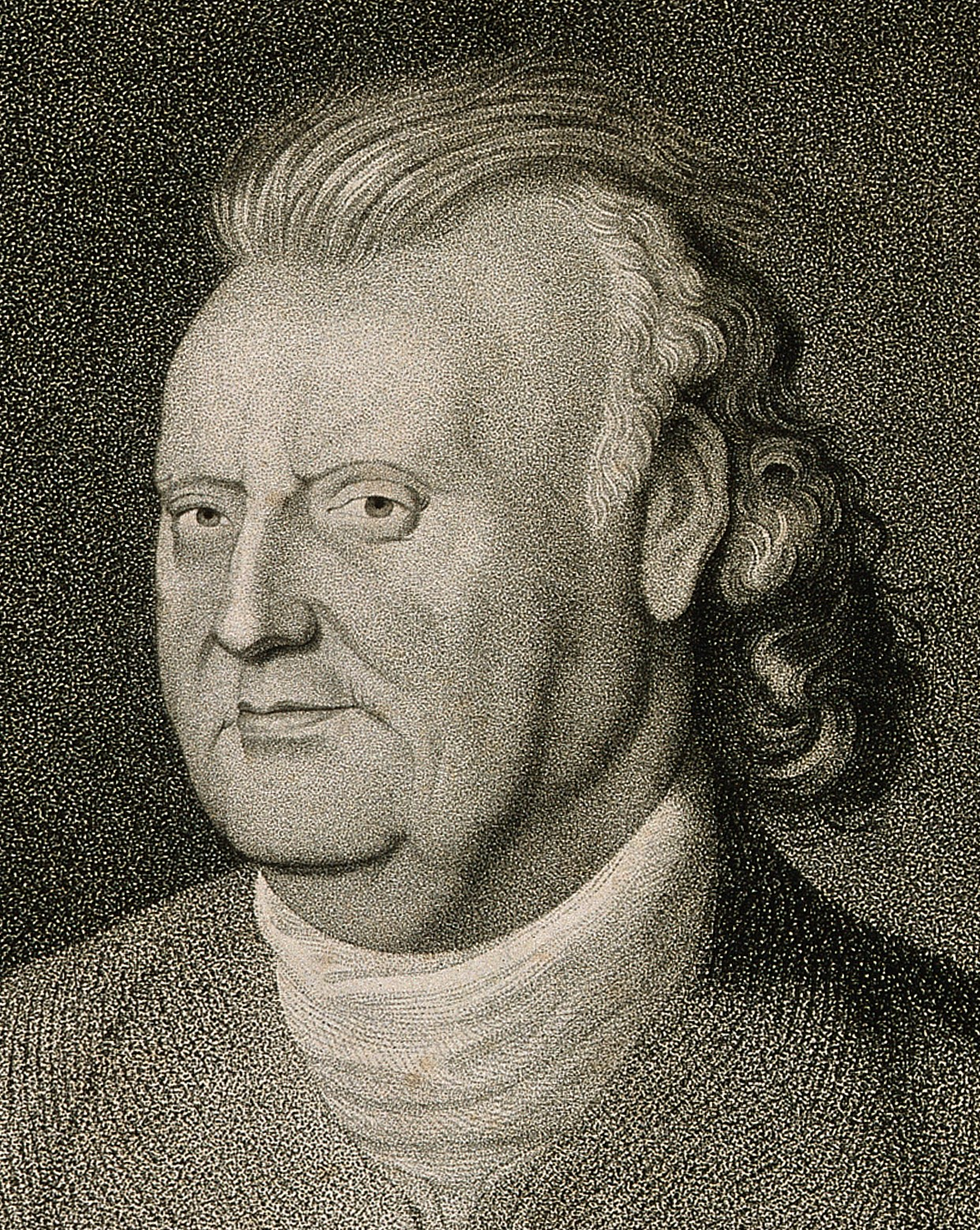
Edward Waring

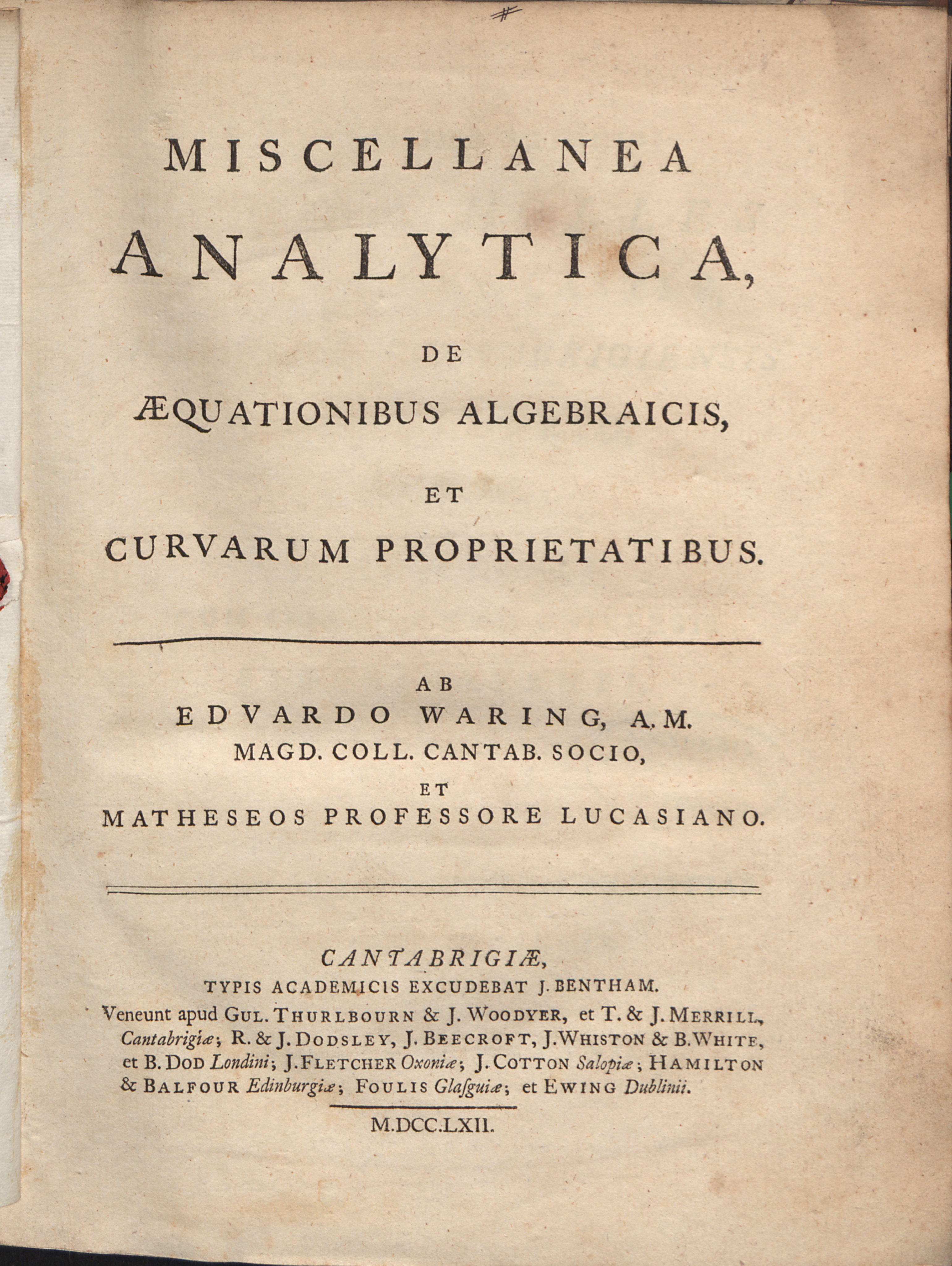
Miscellanea analytica, 1762

Edward Waring (ur. ok. 1736 w Old Heath w pobliżu Shrewsbury w hrabstwie Shropshire, zm. 15 sierpnia 1798 w Pontesbury w Shropshire) – angielski matematyk.
Od 1760 aż do śmierci wykładowca matematyki (Lucasian professor) na Uniwersytecie w Cambridge. W pracy Meditationes Algebraicae sformułował hipotezę, znaną jako problem Waringa.
Nagrodzony w 1784 Medalem Copleya.